# Wasserkraftwerk Neubruck
Das Wasserkraftwerk Neubruck ist ein Laufkraftwerk an der großen Erlauf im österreichischen Bundesland Niederösterreich. Das Kraftwerk liegt in der Gemeinde Scheibbs im Ortsteil Neubruck.

## Lage
Das neu errichtete Krafthaus liegt direkt neben der Erlauftal Straße (B25) und der Erlauftalbahn. Zuvor befand sich die Turbine in den Werkshallen des ehemaligen Töpperwerks von Andreas Töpper, dem ehemaligen Eisen- und Walzwerk Neubruck, aus dem später eine Papierfabrik wurde.

## Geschichte
Die kleine, heute eher unscheinbare niederösterreichische Ortschaft Neubruck, am Fluss Erlauf und der heute stark befahrenen Bundesstraße 25 gelegen, war einst ein neuralgischer Punkt in einer Region, die jahrhundertelang bis Ende des 19. Jahrhunderts ein wesentlicher Bestandteil der österreichischen Wirtschafts- und Industriegeschichte war: die österreichische Eisenstraße, auch "Eisenwurzen" genannt. 
Diese Industrieregion, die schon in der Vorphase der Industrialisierung weit über die Landesgrenzen hinaus agierte und Eisen- und Stahlerzeugnisse die Donau auf- und abwärts exportierte, hatte äußerst komplexe Organisationsstrukturen entwickelt, die einer ganzen Region lange Zeit viel Wohlstand einbrachte. Das neue Kleinwasserkraftwerk steht an einer historisch bedeutsamen Stelle: an einem Ort, an dem seit seinem Bestehen die Wasserkraft eine tragende, ja durchaus zentrale Rolle gespielt hat. Die knapp 200-jährige Geschichte Neubrucks versinnbildlicht den Aufstieg und den Niedergang eines industriellen Komplexes, der in seiner Blüte, in der ersten Hälfte des 19. Jahrhunderts, zu einem Vorzeigeunternehmen der K.u.k. Monarchie wurde. Das Eisen- und Stahlwerk Neubruck, von Andreas Töpper Anfang des 19. Jahrhunderts gegründet, steht für eine wichtige Phase der Industrialisierung in Österreich, in der die Eisenindustrie, die bis dahin unter dem Begriff der Kleineisenindustrie in zahllosen kleinen Einheiten funktioniert hatte, sich zu mittelgroßen Einheiten zusammenfügte, um die neuen, von der schnell voranschreitenden Industrialisierung geforderten Technologien und Produktionsmethoden einsetzen zu können. Hier in Neubruck lässt sich noch heute die Industrielle Revolution "ablesen", die auch über die ländlichen Gebiete hinwegfegte und in knapp 100 Jahren eingreifende strukturelle Veränderungen auslöste, die den ganzen Kulturraum der Eisenwurzen nachhaltig veränderten.
2009 begann die Ökowind Erneuerbare Energieerzeugungs GmbH mit dem Bau dieses Kleinwasserkraftwerkes. Nach ca. einjähriger Bauzeit wurde das Kraftwerk fertiggestellt. Der Bau war ein kompletter Ersatzneubau 
anstelle des ursprünglichen Holzwehres. Das Kraftwerk produziert seit Juni 2010 Strom und speist in das öffentliche Netz ein.

## Technische Beschreibung
An der Stelle des nun neu errichteten Wasserkraftwerkes war zuvor ein Holzwehr mit einem Ausleitungskanal in die ehemalige Papierfabrik Neubruck. An dessen Stelle ist nun ein modernes und effizienteres Kraftwerk getreten. 
Der Grundablass ermöglicht nun die einfache Durchgängigkeit von Geschiebe. Außerdem wurde eine naturnahe Fischaufstiegshilfe errichtet die beispielhaft für andere Kraftwerke ist.

## Bau
Im Oktober 2009 begannen die ersten Aushubarbeiten und kurz darauf wurde die Erlauf umgeleitet. Im Juni 2010 ging das Kraftwerk in Betrieb. Das Kraftwerk wurde komplett im Trockenen errichtet und die Erlauf während der gesamten Bauzeit umgeleitet.

## Ökologie
Auf Ökologische Maßnahmen wurde sehr großer Wert gelegt und eine dem aktuellen Stand entsprechende Fischaufstiegshilfe errichtet.

## Architektur
Bei diesem Kraftwerk wurde sehr auf eine möglichst attraktive Architektur und Besucherfreundlichkeit geachtet. Julia Taubinger war die Architektin des Kraftwerkes und nutzte diese Gelegenheit ihre Diplomarbeit über das Kraftwerk zu schreiben.

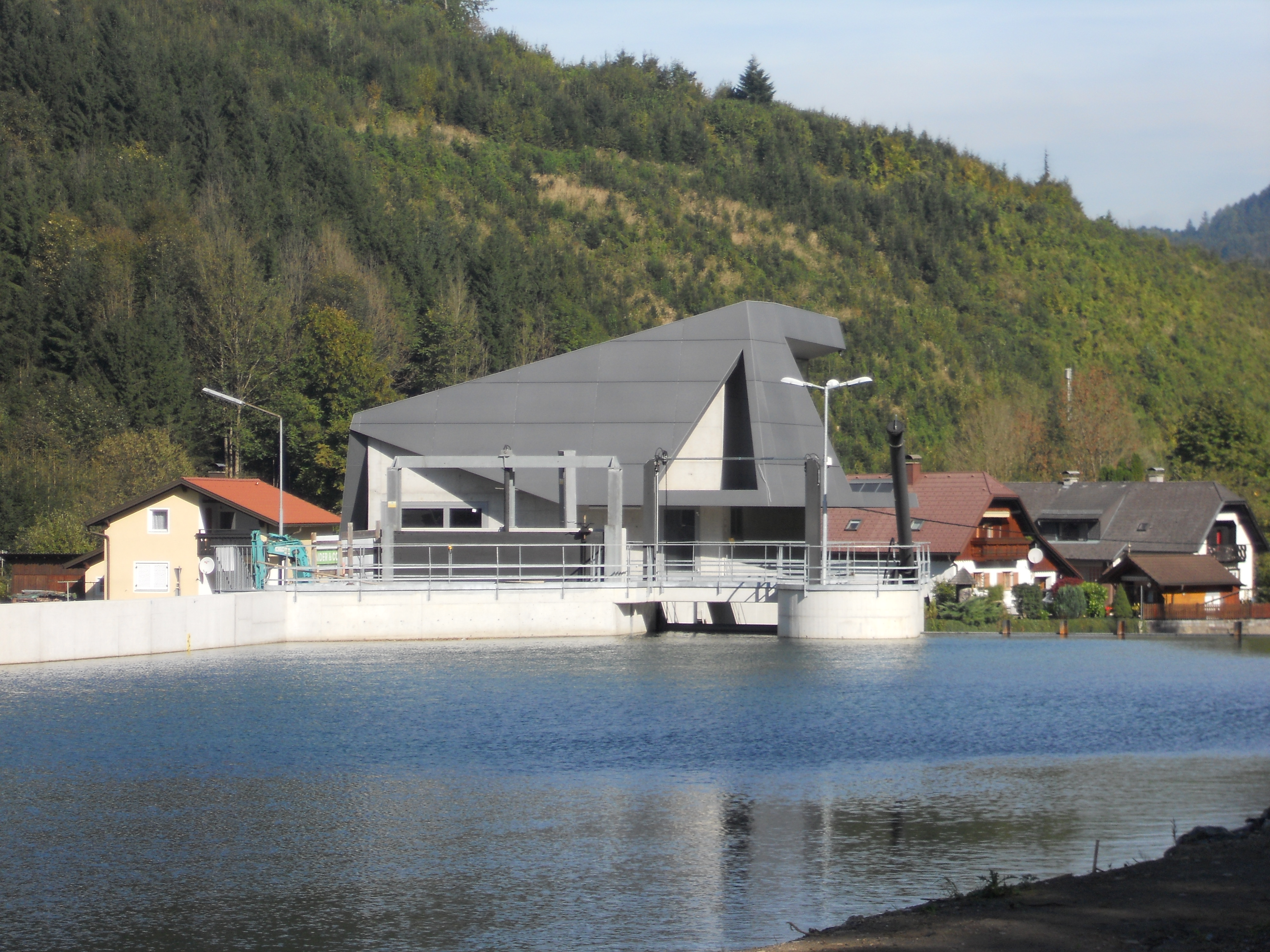
Wasserkraftwerk Neubruck (von Süden gesehen)
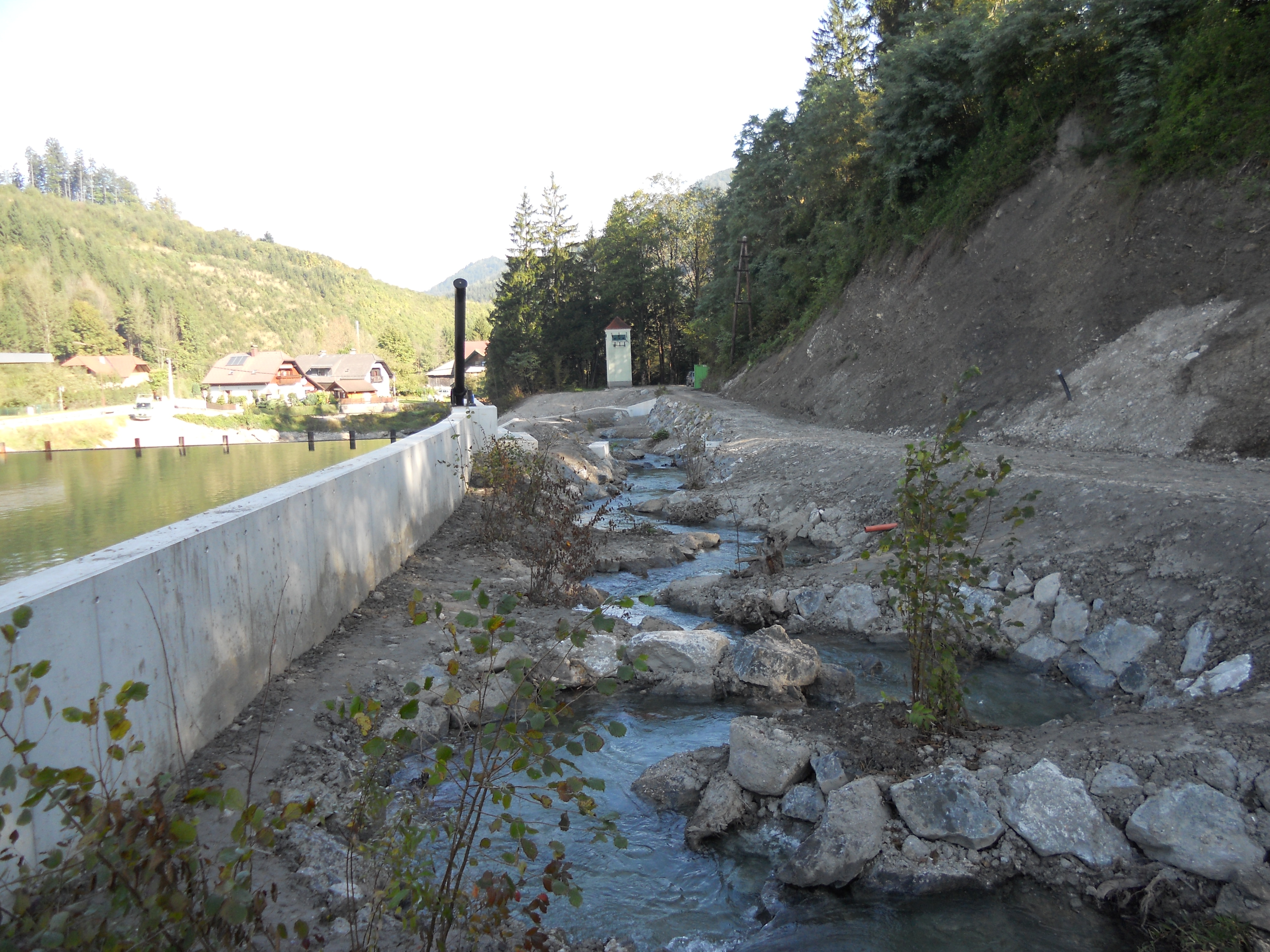
Fischaufstiegshilfe des Wasserkraftwerkes Neubruck